# Нахир Ојал
Нахир Ојал (швед. Nahir Oyal; Седертеље, 17. децембар 1990) је шведски фудбалер, који игра на позицији везног играча. Тренутно је члан ФК Јургордена, али је позајмљен за ФК Сиријанска до 30. новембра 2013.